# Zamach w Peszawarze (5 grudnia 2008)
Zamach w Peszawarze miał miejsce 5 grudnia 2008 roku i zginęło w nim co najmniej 29 osób, a rannych zostało ok. 100.

## Tło
W Peszawarze 9 grudnia zaczął się festiwal z okazji święta Id al-Adha. Podczas pierwszego dnia świętowania pod Peszawarem doszło do zamachu w którym zginęło 6 osób.

## Atak
Zamachowiec-samobójca w samochodzie wysadził się w powietrze wśród dużej grupy ludzi. W wyniku eksplozji zginęło 29 osób, przy ponad 100 rannych. Eksplozja zniszczyła hotel i meczet znajdujący się niedaleko od epicentrum eksplozji. W wyniku pożaru wywołanego przez bombę spłonęło kilka okolicznych sklepów.

## Reakcje
Asif Ali Zardari prezydent Pakistanu, stanowczo potępił zamach, wyraził kondolencje rodzinom ofiar oraz powiedział, że sprawcy zostaną znalezieni i oskarżeni. Prezydent podał też, że Pakistan nadal będzie walczyły z terroryzmem.